# Перхурово (Павлово-Посадский городской округ)
Перхурово — деревня в Московской области России. Входит в Павлово-Посадский городской округ. Население — 51 чел. (2010).

## Расположение
Деревня Перхурово расположена примерно в 16 км к юго-востоку от города Павловский Посад. Ближайшие населённые пункты — деревни Пестово и Новозагарье.

## История
Деревня Перхурово ранее входила в состав волости Загарье. К 1794 году в деревне было 19 домов, в которых проживало 45 человек (19 мужчин и 26 женщин). В 1869 году в деревне был уже 61 дом и 361 житель.
В деревне имелся молитвенный дом, в 1930-х гг. был ликвидирован. 
В 2013 году силами жителей, в центре деревни была построена и освящена часовня в честь Святого Преподобного Сергия Радонежского. Этот святой издавна считается покровителем деревни. 18 июля, день памяти Преподобного Сергия является днем деревни. Ежегодно, в этот день возле часовни совершается молебен.
С 2004 до 2017 гг. деревня входила в Аверкиевское сельское поселение Павлово-Посадского муниципального района.

## Население
| 1926 | 2002 | 2006 | 2010 |
| ---- | ---- | ---- | ---- |
| 502  | ↘47  | ↗54  | ↘51  |